# Zabrotes arenarius
Zabrotes arenarius là một loài bọ cánh cứng trong họ Bruchidae. Loài này được Wolcott miêu tả khoa học năm 1912.